# Иоанн (Сакеллариу)
Митрополи́т Иоа́нн Сакеллари́у (греч. Μητροπολίτης Ιωάννης Σακελλαρίου; род. 8 ноября 1940, Афины) — епископ Элладской православной церкви, титулярный митрополит Фермопильский (с 2000). Деятель экуменического движения.

## Биография
В 1962 году окончил богословский институт Афинского национального университета им. Каподистрии. Продолжил обучение в аспирантуре Экуменического института Боссе в Женеве. Он также получил диплом и докторскую степень богословского факультета Страсбургского университета.
В декабре 1969 года он стал членом монашеского братства монастыря Пендели. 22 февраля 1970 года хиротонисан во диакона, а 3 мая 1970 года — в сан пресвитера. В 1994 году был избран настоятелем монастыря.
С 1999 по 2009 год был директором Межправославного центра Элладской православной церкви, который находится на территории монастыря. В 2011 году вновь назначен на эту должность.
14 октября 2000 года состоялась его хиротония в сан титульного епископа Фермопильского, викария Афинской архиепископии. 3 ноября 2011 года он стал титулярным митрополитом.
Он является членом Синодального комитета по межправославным и христианским связям. С 2006 по 2013 год был членом Центрального комитета Всемирного совета церквей, с 2004 года являлся членом Европейского совета религиозных лидеров — Религии за мир (ECRL-RfP) и Европейской сети духовных академий OIKOSNET.